# Федосеев, Сергей Дмитриевич
Сергей Дмитриевич Федосеев (21 июня 1914, Светицкое — 30 мая 1992, Москва) — учёный, декан факультета технологии топлива (1960—1961) РХТУ им. Д. И. Менделеева, заведующий кафедрой химической технологии углерода (1973—1989) РХТУ им. Д. И. Менделеева.

## Биография
Сергей Дмитриевич Федосеев родился 21 июня 1914 года в деревне Светицкое Нижегородской губернии.
В 1931 году окончил Новосельскую среднюю школу, а в 1937 — Горьковский педагогический институт по специальности «Преподаватель химии и биологии» с отличием. С 1937 по 1939 годы работал там же лаборантом на кафедре химии.
В 1939 по решению ЦК ВЛКСМ мобилизован на политработу в Красную Армию.
В 1940—1943 учился в Военной академии химической защиты.
В 1943 демобилизован и направлен на учёбу в Московский химико-технологический институт (сейчас РХТУ им. Д. И. Менделеева). С 1944 до конца жизни работал на кафедре технологии газа и жидкого топлива, кафедре нефтехимического синтеза (1964).
- 1960—1961 гг. — декан факультета химической технологии топлива Московского химико-технологического института имени Д. И. Менделеева[1].

Один из создателей кафедры энергогазохимического использования топлива (1964—1970), позднее преобразованной в кафедру химической технологии углерода, которую возглавлял с 1973 по 1989 год.
В период 1966—1984 работал по совместительству в НИИГрафите.
Скончался 30 мая 1992 в Москве.
Воспоминания студентов о профессоре.
Со слов Комаровой Т.В. ( вырезка из газеты “Менделеевец”):
“Впервые я увидела Сергея Дмитриевича Федосеева в 1965 году, когда мы (несколько студентов третьего курса вечернего отделения) решили перейти на вновь образованную кафедру дневного отделения "Энергохимическое использование твердого топлива". Заведующим кафедрой был "Н.В. Кафтанов, который в то время был ректором Московского художественного института имени Д.И. Менделеева, поэтому вся организационная работа легла на плечи Сергея Дмитриевича. Идя на беседу с доктором технических наук, профессором, мы очень волновались, однако с первых минут разговора почувствовали его дружеское расположение. С огромным интересом мы выслушали интересующую нас информацию о ка-федре и сразу же побежали в деканат подавать заявления о переводе на ка-федру. И надо заметить, что в дальнейшем мы ни разу не пожалели о своем решении. Вспоминается такой эпизод. После окончания института я поступила в аспирантуру на родную кафедру. В эти годы С. Д. Федосеев был заместителем заведующего кафедрой, поэтому практически он курировал все аспирантские работы. На втором году аспирантуры, обработав свои экспериментальные данные, я почему-то решила, что работа зашла в тупик и нужно уйти из аспирантуры. Вот с этим решением я пришла к Сергею Дмитриевичу. Профессор, как всегда, внимательно и дружелюбно выслушал мою сбивчивую речь, ознакомился с моими расчетами и выводами и неожиданно произнес: «Вы напрасно расстраиваетесь, все не так уж плохо». Подвергнув тщательному анализу мои экспериментальные данные, он убедил меня, что работу следует продолжить, и подсказал пути решения. Диссертация была защищена успешно и в срок. C.Д. Федосеев был талантливым педагогом: нас, аспирантов, он учил не только научным основам химической технологии, но и делился с нам житейской мудростью. С большим уважением Сергей Дмитриевич относился и к своим коллегам, и к каждому студенту, никогда не показывая своего превосходства. В памяти его учеников он навсегда останется талантливым ученым, мудрым педагогом и скромным, добрым человеком” [2].

## Научная деятельность
В 1951 защитил кандидатскую диссертацию «Исследование непрерывного процесса низкотемпературной газификации углерода с целью получения технического водорода».
В 1963 защитил докторскую диссертацию «Неизотермичность гетерогенных реакций и проблема газификации твердого топлива», в 1965 утвержден в звании профессора.
Разработал и читал в МХТИ учебный курс «Теория технологических процессов», а также курс «Химическая технология топлива». Разработал программы специализаций «Технология углеграфитовых материалов» и «Химическая технология топлива и газа».
Основные работы выполнил в области теории и технологии новой отрасли — создание материалов на основе углерода. Занимался решением проблем интенсификации процессов получения углеродных материалов с позиции разработки их теоретических основ и процессов производства.
Автор около 300 опубликованных научных работ, имеет около 50 авторских свидетельств на изобретения. По трем изобретениям (совместно с С. В. Кафтановым, А. М. Судавским, Г. К. Вавилкиным, О. В. Прусевичем) получил патенты Англии, Франции, Швеции, ГДР, ФРГ. Выпустил 5 учебных пособий, написал учебник «Полукоксование и газификация твердого топлива».
Подготовил свыше 20 кандидатов наук.
Являлся членом совета и председателем секции «Химия и технология углерода» ГКНТ при Совете Министров СССР, членом ВАК (Высшей Аттестационной Комиссии).

## Награды и признание
Награждён медалями «За доблестный труд» (1945), «В память 800-летия Москвы» (1948), «За трудовую доблесть» (1953) и др.